# Guy Helminger
Guy Helminger (Esch-sur-Alzette, 20 de gener de 1963) és un escriptor luxemburguès, que ha escrit nombroses i reeixides novel·les i obres de teatre en alemany. Germà petit del també escriptor Nico Helminger, va néixer el 20 de gener de 1963 a Esch-sur-Alzette, al sud-oest de Luxemburg. Va estudiar literatura alemanya i filosofia a Luxemburg, Heidelberg i Colònia, on ha viscut des del 1985. Les seves obres literàries inclouen poesia, teatre i novel·la. La seva obra premiada Morgen ist Regen, traduïda a l'anglès com a "Venezuela", va ser posada en escena al London's Arcola Theatre el març del 2003.
El 2002 Helminger va ser premiat amb el Premi Servais per Rost, una col·lecció de relats breus.

## Principals obres
- "Neubrasilien", Frankfut-am-Main: Eichborn, 2010. pp. 315 ISBN 978-3-8218-6132-6 (alemany)
- "Morgen war schon", Frankfut-am-Main: Eichborn, 2007. pp. 331 ISBN 978-3-518-41918-2 (alemany)
- "Etwas fehlt immer", Frankfut-am-Main: Eichborn, 2007. pp. 268 ISBN 978-3-518-45919-5
- Manuel Andrack: "Die Ruhe der Schlammkröte", Kiepenheuer & Witsch: Cologne, 2007, ISBN 3-462-03784-6
- Penny Black (translator), "Venezuela", London: Oberon Books, 2003, pp. 63 ISBN 1-84002-365-1
- "Rost", Echternach: Editions Phi, 2001, pp. 136 ISBN 978-3-88865-202-8 (alemany)